# La Folletière-Abenon
La Folletière-Abenon ist eine  französische Gemeinde mit 140 Einwohnern (Stand 1. Januar 2022) in der Normandie. Sie gehört zum Département Calvados, zum Arrondissement Lisieux und zum Kanton Livarot-Pays-d’Auge. Sie grenzt an La Vespière-Friardel und La Vespière im Nordwesten und Norden, La Chapelle-Gauthier im Nordosten, La Goulafrière im Südosten, Saint-Germain-d’Aunay im Süden, Saint-Aubin-de-Bonneval im Südwesten und Familly im Westen. Beim Weiler Le Val erfolgt der Wiederaustritt des versickerten Flüsschens Bigotière, das im Gemeindegebiet in den Orbiquet einmündet.

## Geschichte
Um das Jahr 1180 hieß die Siedlung Foletaria.

### Bevölkerungsentwicklung

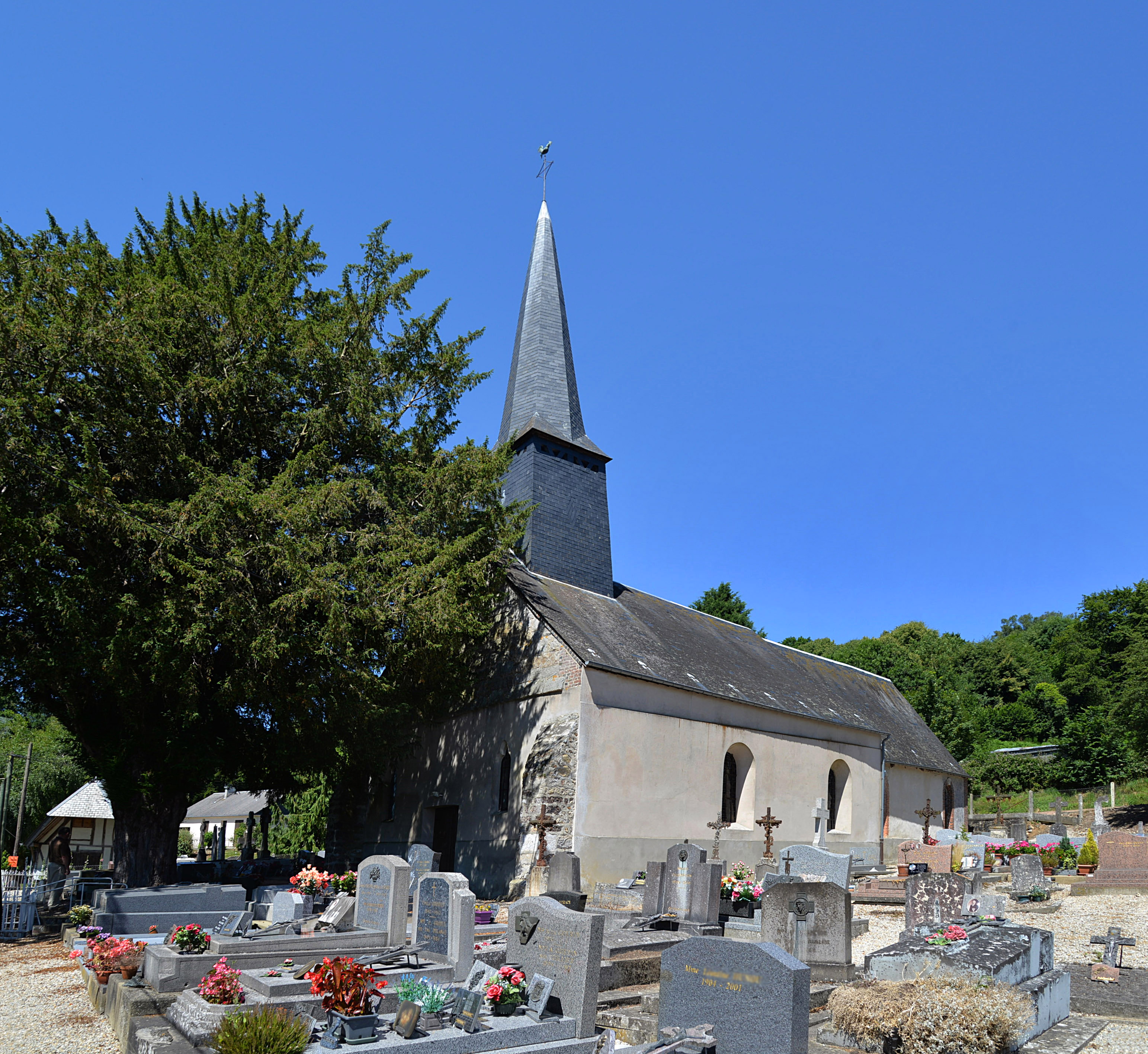
Kirche Mariä Himmelfahrt

| Jahr      | 1962 | 1968 | 1975 | 1982 | 1990 | 1999 | 2008 | 2015 |
| --------- | ---- | ---- | ---- | ---- | ---- | ---- | ---- | ---- |
| Einwohner | 170  | 150  | 138  | 105  | 135  | 135  | 154  | 137  |